# Ray Donovan
A Ray Donovan amerikai bűnügyi drámasorozat, melyet Ann Biderman alkotott meg a Showtime részére. A 12 epizódból álló első évad 2013. június 30-án debütált a csatornán. Magyarországon az HBO mutatta be 2014. június 30-án.
A próbaepizód nézettségi rekordot döntött és a Showtime minden idők legnépszerűbb premierje lett. 2020 februárjában hét évad után törölték a műsorról. A sorozat cselekményét a Ray Donovan: The Movie című egész estés filmmel zárták le, melyet 2022. január 14-én mutatott be a Showtime.

## Összefoglaló
A Liev Schreiber címszereplésével készült sorozat főként Los Angelesben (1–5. évad) és New Yorkban (6–7. évad) játszódik. Ray Donovan profi „takarító”, szakmája egyik legjobbja: feladata, hogy vesztegetéssel, fenyegetéssel, bűnügyi helyszínek eltakarításával és más, illegális tevékenységekkel védje meg (rendszerint híres) ügyfeleit. Gyermekeivel és testvéreivel jó viszonyt ápol, de feleségével már nem felhőtlen a kapcsolata. Problémái akadnak, amikor balhés édesapját, Mickey Donovant (Jon Voight) váratlanul kiengedik a börtönből, akit az FBI próbál semlegesíteni.

## Szereplők

### Főszereplők
| Szerep                   | Színész           | Magyar hang               | Leírás                                                              |
| ------------------------ | ----------------- | ------------------------- | ------------------------------------------------------------------- |
| Raymond "Ray" Donovan    | Liev Schreiber    | Viczián Ottó (1-4. évad)  | a sorozat főszereplője                                              |
| Raymond "Ray" Donovan    | Liev Schreiber    | Széles Tamás (5. évadtól) | a sorozat főszereplője                                              |
| Abigail "Abby" Donovan   | Paula Malcomson   | Németh Kriszta            | Ray felesége (1–5. évad)                                            |
| Terrence "Terry" Donovan | Eddie Marsan      | Karácsonyi Zoltán         | Ray egykori ökölvívó, most Parkinson-kóros bátyja                   |
| Brendan "Bunchy" Donovan | Dash Mihok        | Megyeri János             | Ray öccse                                                           |
| Daryll Donovan           | Pooch Hall        | Sörös Miklós              | Ray fiatalabb féltestvére (Mickey és Claudette fia)                 |
| Avi Rudin                | Steven Bauer      | Haagen Imre               | Ray veterán jobbkeze (1–5. évad)                                    |
| Lena Burnham             | Katherine Moennig | Kis-Kovács Luca           | Ray asszisztense                                                    |
| Bridget Donovan          | Kerris Dorsey     | Laudon Andrea             | Ray lánya                                                           |
| Conor Donovan            | Devon Bagby       | Bogdán Gergő              | Ray fia (1–6. évad)                                                 |
| Michael "Mickey" Donovan | Jon Voight        | Barbinek Péter            | Ray apja                                                            |
| Samantha "Sam" Winslow   | Susan Sarandon    |                           | Ray új főnöke (visszatérő szerep: 5. évad, 6. évad)                 |
| Jacob "Smitty" Smith     | Graham Rogers     |                           | Bridget barátja, majd férje (visszatérő szerep: 5. évad, 6-7. évad) |

### Visszatérő szereplők
- Elliott Gould – Ezra Goldman (1–3. évad)
- Peter Jacobson – Lee Drexler (1–3. évad)
- Denise Crosby – Debra "Deb" Goldman (1–5. évad)
- William Stanford Davis – Potato Pie (1–5. évad)
- Ambyr Childers – Ashley Rucker (1–2., 4. évad)
- Josh Pais – Stuart "Stu" Feldman (1–2., 4., 6–7. évad)
- Sheryl Lee Ralph – Claudette (seasons 1–2, 7)
- Paul Michael Glaser – Alan (1–2., 7. évad)
- Austin Nichols – Thomas "Tommy" Wheeler (seasons 1–4., 7. évad)
- Brooke Smith – Frances Simpson (1–3. évad)
- Michael McGrady – Frank Barnes (1–5. évad)
- Craig Ricci Shaynak – Kenneth "Tiny" Benson (1–2. évad)
- Octavius J. Johnson – Marvin Gaye Washington (1–2. évad)
- Frank Whaley – Van Miller FBI-ügynök (1. évad)
- Johnathon Schaech – Sean Walker (1. évad)
- James Woods – Patrick "Sully" Sullivan (1. évad)
- Rosanna Arquette – Linda (1–2. évad)
- Kwame Patterson – Re-Kon (1–2. évad)
- Mo McRae – Deonte Frasier (1–2. évad)
- Jay Thomas – Marty Grossman (1–3., 5. évad)
- Hank Azaria – Ed Cochran (2–4. évad)
- Sherilyn Fenn – Donna Cochran (2. évad)
- Ann-Margret – June Wilson (2. évad)
- Kip Pardue – Thomas Volcheck FBI-ügynök (2. évad)
- Andrea Bogart – Megan Volchek (2. évad)
- Wendell Pierce – Ronald Keith (2–3. évad)
- Crispin Alapag – Pablo Ramirez (2. évad)
- Vinessa Shaw – Kate McPherson (2. évad)
- Jeryl Prescott – Cherry (2. évad)
- Omar Dorsey – Cookie Brown (2. évad)
- Jamie Donnelly – Peggy Shaugnessy (2. évad)
- Eion Bailey – Steve Knight (2. évad)
- Brian Geraghty – Jim Halloran nyomozó (2. évad)
- Steph DuVall – Shorty (2. évad)
- Heather McComb – Patty (2. évad)
- Jayne Taini – Harriet Greenberg (2–5. évad)
- Ian McShane – Andrew Finney (3. évad)[12]
- Katie Holmes – Paige Finney (3. évad)[13]
- Guy Burnet – Casey Finney (3. évad)
- Jason Butler Harner – Varick Strauss (3. évad)
- Leland Orser – Romero atya (3–4. évad)
- Michael Hyatt – Sheila Muncie nyomozó (3–4. évad)
- Christy Williams – Michelle (3. évad)
- Nick Kent – Davros Minassian (3. évad)
- Ken Davitian – Vartan Minassian (3. évad)
- Grace Zabriskie – Mrs. Minassian (3. évad)
- Shree Crooks – Audrey (3. évad)
- Aaron Staton – Greg Donellen (3–4. évad)
- Alyssa Diaz – Teresa (3–6. évad)
- Lulu Brud – Lauren (3. és 6. évad)
- Fairuza Balk – Ginger (3. évad)
- Bronson Pinchot – Flip Brightman (3. évad)
- Embeth Davidtz – Sonia Kovitzky (4. évad)
- Richard Brake – Vlad (4. évad)
- Stacy Keach – The Texan (4. évad)
- Pasha D. Lychnikoff – Ivan Belikov (4. évad)
- Ismael Cruz Córdova – Hector Campos (4. évad)
- Lisa Bonet – Marisol Campos (4. évad)
- Dominique Columbus – Damon Bradley (4–5. évad)
- Tom Wright – Punch Hoffman (4–5. évad)
- Derek Webster – Jackson Holt (4–5. évad)
- Tara Buck – Maureen Dougherty Donovan (4–5. évad)
- Raymond J. Barry – Dmitri Sokolov (4. évad)
- Ted Levine – Little Bill Primm (4. évad)[14]
- Gabriel Mann – Jacob Waller (4. évad)[15]
- Paula Jai Parker – Sylvie Starr (4. évad)
- C. Thomas Howell – Dr. Brogan (5–6. évad)
- Donald Faison – Antoine A'Shawn Anderson (5–6. évad)
- Rhys Coiro – Rob Heard (5. évad)
- Lili Simmons – Natalie James (5. évad)
- Michel Gill – Doug Landry (5. évad)
- Brian J. White – Jay White (5–6. évad)
- Kim Raver – Dr. Bergstein (5. évad)
- James Keach – Tom (5. évad)
- Jordan Mahome – Damon apja (5. évad)
- Adina Porter – Vicki Delgatti (5. évad)
- Ryan Dorsey –  Duquesne "Dime Bag" Baker (5. évad)
- Keir O’Donnell – George Winslow (5–6. évad)
- Jake Busey – Acid Man/Chef Dave (5. évad)
- Billy Miller – Todd Dougherty (5. évad)
- Ryan Radis – Beckett (5. évad)
- Domenick Lombardozzi – Sean "Mac" McGrath NYPD őrmester (6. évad)
- Gerard Cordero – Big Al (6. évad)
- Kate Arrington – Amber McGrath (6–7. évad)
- Tony Curran – Mikey "Rad" Radulovic NYPD hadnagy (6. évad)
- Lola Glaudini – Anita Novak (6. évad)
- Jacob Ming-Trent – Big Easy (6. évad)
- Alexandra Turshen – Justine Smith (6. évad)
- Sandy Martin – Sandy Donovan (6–7. évad)
- Zach Grenier – Mayor Ed Feratti (6–7. évad)
- Alan Alda – Dr. Arthur Amiot (6–7. évad)
- Chris Tardio – Danny Bianchi (6–7. évad)
- Quincy Tyler Bernstine – Perry nyomozó (7. évad)
- Louisa Krause – Liberty Larson (7. évad)
- Michael Esper – Adam Rain (7. évad)
- Josh Hamilton – Kevin Sullivan (7. évad)
- Kerry Condon – Molly Sullivan (7. évad)
- Clay Hollander – Johnathan Walker Hanson (7. évad)
- Keren Dukes – Jasmine (7. évad)
- Peter Gerety – James Sullivan (7. évad)
- Kevin Corrigan – Declan Sullivan (7. évad)

## Kritikai visszhang
A Ray Donovan pozitív kritikákat kapott. A Rotten Tomatoes az első évadot 77%-ra értékelte 43 kritikus véleményét összegezve: „A Ray Donovan gyorsan váltogatja a műfajokat és a hangvételét, ami Liev Schreiber és Jon Voight alakításai miatt megéri”. A Metacritic az első évadnak 100-ból 75 pontot adott, 36 kritikus visszajelzései alapján.
Tim Goodman, a The Hollywood Reporter újságírója szerint „a Showtime újabb gyöngyszemet tart a kezében”, Liev Schreiber és Jon Voight beválogatása a sorozatba pedig aranyat ért.

## Fordítás
- Ez a szócikk részben vagy egészben  a   Ray Donovan című angol Wikipédia-szócikk fordításán alapul.  Az eredeti cikk szerkesztőit annak laptörténete sorolja fel. Ez a jelzés csupán a megfogalmazás eredetét és a szerzői jogokat jelzi, nem szolgál a cikkben szereplő információk forrásmegjelöléseként.